# 銜接學士
銜接學士（也稱為銜接學士學位、銜接學位）是一種專門讓副學士或高級文憑畢業生升讀的學士學位課程。這類課程一般會給予入讀學生一定程度的學分豁免。有關學生只需再以全日制、兼讀制或混合模式修畢餘下課程，就可以取得學士學位。

## 銜接學士課程在各地的發展

### 香港
銜接學士課程近年在香港發展甚快，是因為香港在2000年引進副學士制度令本地持有大專學歷的學生不足10年間由佔40%增加至60%，而可供副學士及高級文憑畢業生升讀教資會資助學士學位學額因政策所限而十分有限。雖然有些開辦副學士或高級文憑的大專院校會和一些外地大學簽訂協議，讓該等院校的合資格畢業生到外地升學。但是，前往外地升學一般所費不菲，普通學生亦難以負擔有關支出。因此，在本地開辦的銜接學士課程就為此類畢業生提供另一升學途徑。
在香港，常見的銜接學士課程有以下三類：
- 由本地高等院校（如香港理工大學、香港城市大學、香港浸會大學、香港教育大學、香港都會大學等公立院校「高年級學位」；亦包括一些私立院校，如聖方濟各大學、東華學院等）開辦的銜接學士課程（除部分為政府資助外，大多屬自負盈虧課程，此類銜接學士課程亦未被納入大學聯合招生辦法），學生以全日制（自三三四學制推展後成為主流；部分院校更已廢止兼讀制學士）、兼讀制或混合模式修讀以取得學士學位。
- 由本地高等院校的校外進修部所開辦的銜接學士課程（例如由香港理工大學轄下之專業進修學院及香港大學專業進修學院開辦的銜接學士課程），學生以全日制或兼讀制修讀以取得學士學位。
- 由海外大學聯同本地教育機構開辦的銜接學士課程（例如職業訓練局的才晉高等教育學院（SHAPE）、香港科技專上書院、香港中文大學專業進修學院及香港大學專業進修學院國際學位課程中心和外地大學合辦的課程）。通常學生以全日制或兼讀制修讀以取得學士學位。

### 中國大陸
中國大陸的高等院校亦有開辦一些銜接學士的課程，稱為專升本課程。此類課程是讓持有專科學歷的國民以脫產（全職）、業餘（兼讀）、函授（遙距）或網絡教育等形式去完成本科學歷。此類學生可以在2–5年內完成所有課程。完成課程將按課程要求頒發相關的本科畢業證書，符合院校的學士學位頒授規例者，可獲頒發學士學位。
現時專升本分為三種：
1. 透過普通高校專升本考試或院校自主舉辦的入學考試申請插班入讀有關院校的三年級，學生將得到與高考入讀學生一樣的待遇；
2. 透過成人高考申請入讀有關院校的專升本課程，學生待遇低於以高考入讀學生；
3. 透過院校自主舉辦的入學考試申請入讀有關院校的專升本課程，學生待遇低於以高考入讀學生。

### 新加坡
由於新加坡的大學入學要求很高，因此一些本地教育機構會夥同海外大學在新加坡開辦學士課程。若以理工學院文憑報讀者，會給予學分豁免。
以下是一些新加坡夥同海外大學的教育機構:
- PSB Academy （页面存档备份，存于）
- Times Management Institute （页面存档备份，存于）
- Asia Pacific Management Institute

### 英國
在英國，有部分大學會提供銜接學士課程予副學位、專科學校的畢業生就讀，學生在這些大學修讀一至兩年就可獲得學士學位。 

### 美國
在美國，有部分大學會提供銜接學士課程予副學位畢業生、曾就讀大學本科課程但並沒正式取得學位的人士就讀，此等課程的英語通常稱為。這些課程可能有院校本部或旗下的繼續教育學院舉辦，除了前往校園或其教學點上課外，亦有更多課程可以以遙距或網上學習模式上課。學生入讀這些課程會獲得一定的學分豁免，只需補充餘下的學分就可以獲得學士學位。

## 銜接學士課程的問題

### 中國大陸
由於這一考試是各高校自己組織的考試，因此相關人員如果沒有有效監管就會存在以權謀私，權錢交易的事情發生。這一考試的招生計劃和錄取過程完全由高校內部控制，因此其透明度也遭到質疑。
因為本科教學大綱和專科有較大差異，因此大多數專升本的教學大綱不同於其它本科教育，因此其教育質量在某些高校難以保證，而且同時也增加了教員的工作量。
有個別高校擅自提高專升本學生的學費，並無計劃的擴大招生規模，導致教學質量下降，同時也增加了學生家庭的經濟負擔。因此2006年開始，211和985重點高校不再舉辦全日制專升本(此政策不包括這些院校的繼續教育學院或網絡教育學院)。普通中專也不能舉辦5年專科，並且全日制專升本錄取人數不得超過當年各省專科畢業生人數的5%。

### 香港
由本地高等院校（以及該等院校的校外進修部）所開辦的銜接學士課程，由於這些課程已經通過本地高等院校（或香港學術及職業資歷評審局）之評審，因此其課程有一定質素保證。但由一些外地高等院校聯同一些本地機構開辦的銜接學士課程，其課程質素卻成疑問。
此類課程所出現的問題有：
1. 提供這類課程的部分外地高等院校在其所在地評價一般，甚至不佳。當中可能一些大學是野雞大學，並無在所在地合法註冊。
2. 這類課程的收生資格並不嚴謹，有部分課程容許中五畢業生或文憑持有人，再加幾年工作經驗也可入讀。
3. 這類課程可能以遙距教育的模式運作，或只租賃商業大廈作為課室。
4. 這類課程的授課（包括講課（Lecture）、導課（Tutorial））的時數可能比原本當地的課程少，例如在英國的大學榮譽學士課程三年級（即最後一年）需要320–360小時（或以上）；但當在香港舉辦的時候，只有約200小時。這可能令學生沒有足夠時間去學習及理解課程內容。
5. 這類課程的教職員質素成疑。不少課程只會在講課時候才由外地高等院校所派出的教職員主持，其餘的導修課以香港本地機構的教職員主持，無法保持課程的質素。另外，外地高等院校的教職員可能只會在香港短時間逗留（如半年或一年），未必能夠有效監察有關課程的運作。
6. 這類課程給予副學士或高級文憑畢業生太多學分豁免，學生以全日制方法修讀1年或少於1年時間就可取得學士學位。但實際大部分副學士或高級文憑等課程的內容只等同英式大學課程的三分之一（但也有少數三年制高級文憑等同英式大學課程的三分之二）、或北美大學課程的一半。此等銜接學位課程的認受性存疑。
7. 一些與外地高等院校合作、在香港提供非本地課程的機構為了吸引學生報讀，在宣傳方面或帶有誤導成分，如：將「認可」一字混淆，例如「國際認可」、「教育局註冊認可」或「持續進修基金認可」等，讓學生誤以為這些課程為香港政府所承認的學歷，但這並不表示此等課程為香港政府所認可。事實上，只有那些由具有學士學位授予權的香港高等院校所頒授的學士學位，以及一些已通過香港學術及職業資歷評審局評審的非本地學士學位課程為香港政府所認可。至於持有其他非本地學士學位學歷的畢業生可向香港學術及職業資歷評審局（HKCAAVQ）申請學歷評估，局方會考慮申請人的整體教育背景，以評估申請人持有的非本地學士學位是否等同本地大學的學士學位。在局方的評估經驗中，有一些非本地學士學位的持有人，在學歷評估的報告中只被評為等同於本地的高級文憑，甚至是文憑程度。
8. 香港僱主對這些銜接學士畢業生的水準也存有疑問。有一位高級文憑畢業的公務員在修畢銜接榮譽學士課程後，其在申請內部晉升時，其榮譽學士資格不被接受。[5]這些例子在持非本地學士學位的人很常見，僱主可自行決定是否承認這些課程的畢業生所獲取的學術資格。除了政府，其他僱主很難分辨本地大學的教資會資助學士學位課程和自負盈虧學士學位課程的分別，往往在聘用這些畢業生後才發現了他們的水準有問題。[6]
9. 一些專業文憑學位，非本地課程畢業生在報考其專業資格亦十分困難，例如香港會計師公會除了將一些非本地會計學士課程認可為專業資格課程，可直接進入香港會計師資格課程（QP）外，[7]其他非本地會計學士課程持有人則要通過公會評核，[8]或再報讀公會認可的轉制課程，才可以進入香港會計師資格課程。而本港亦有一些非本地法律學士學位供學生升讀，但此類畢業生若要報讀法律深造證書時，需通過轉制考試才可報讀。